# Demano asil... (al parvulari)
Demano asil... (al parvulari) (en italià original, Chiedo asilo) és una pel·lícula de comèdia italiana del 1979 dirigida per Marco Ferreri. Ha estat doblada al català.

## Argument
Per primera vegada en una escola bressol de Corticella (Bologna) pren servei un mestre. Roberto, així es diu, és un excel·lent pedagog que de seguida estableix una excel·lent relació amb els infants (que, entre altres coses, agraeixen molt la inusual presència no “materna” al professorat), i amb els seus companys; tanmateix els seus mètodes educatius, més aviat poc convencionals i inspirats en una gran llibertat, el portaran a tenir alguns problemes amb els guardians de l'ordre.
Roberto estableix una relació amb Isabella, la mare soltera de la seva alumna Michela, i la dona torna a quedar-se embarassada; a més, fa una amistat particular amb Gianluigi, un nen que pateix trastorns de conducta, que no parla i menja molt poc i en consideració a això és retirat de la llar d'infants per ser allotjat en una residència d'avis. L'estiu següent Isabella, a punt de donar a llum, manifesta la seva intenció de traslladar-se a Sardenya on té un cinema en desús. Roberto, encara que no està convidat expressament a seguir-la, l'acompanya juntament amb un grup de nens entre els quals hi ha Gianluigi. Just el dia que Isabella dona a llum el seu segon fill, Gianluigi comença a mostrar els primers signes reals de recuperació.

## Repartiment
- Roberto Benigni: Roberto
- Francesca De Sapio: Chiara
- Dominique Laffin: Isabella
- Carlo Monni: Mario, conegut com "Montezuma"
- Luca Levi: Luke
- Franco Trevisi: el comissari
- Guia Jelo: la mestra
- Chiara Moretti: Irma
- Roberto Amaro: Robertino
- Samuele Sbrighi: un nen de parvulari

## Premis
Va ser inscrita al 30è Festival Internacional de Cinema de Berlín on va guanyar l'Ós de Plata - Premi Especial del Jurat.